# Восьмизубовые
Восьмизу́бовые (лат. Octodontidae) — семейство южноамериканских млекопитающих отряда грызунов. К нему относятся 13 видов, объединяемых в 9 родов.
К семейству относятся крысоподобные грызуны небольших размеров: длина тела 12,5—19,5 см, вес до 300 г. Хвост, длиной от 4 до 18 см, покрыт грубыми короткими волосами, которые удлиняются к его концу и могут образовывать кисточку. Телосложение довольно тяжёлое, с короткими конечностями. Когти искривлённые и острые. Большой палец на передних лапах редуцирован. На пальцах задних лап имеются «щётки» грубых волос. Голова крупная, с заострённым носом и округлыми ушами. Вибриссы длинные. Волосяной покров обычно длинный, густой, шелковистый. Окраска одноцветная, буроватый или сероватая; слепышовый восьмизуб почти полностью чёрный. Зубов 20; зубы без корней, постоянно растущие.
Населяют Южную Америку от южного Перу и Боливии до северо-западной Аргентины и Чили, встречаясь от приморской полосы до открытых каменистых склонов гор на высоте до 3500 м над уровнем моря. Встречаются в антропогенных ландшафтах. Активны ночью и в сумерки; дегу — днём. Все восьмизубовые отлично роют землю и строят сложные системы нор и открытых туннелей; особенно сильно к подземному образу жизни приспособлены крысиные восьмизубы и слепышовый восьмизуб. Могут лазать по ветвям кустарников. Социальны, часто селятся колониями. Питаются в основном луковицами, клубнями, побегами и корой растений. Дегу (Octodon) иногда вредит сельскохозяйственным культурам. В течение года дают 2 помёта по 2—5 новорожденных в каждом. Лактационный период длится около 2 месяцев.
Ископаемые остатки восьмизубовых известны с олигоцена.

## Классификация
База данных Американского общества маммологов (ASM Mammal Diversity Database) признаёт 15 видов восьмизубовых, распределённых по семи родам:
- Род Крысиные восьмизубы (Aconaemys)
  - Чилийский крысиный восьмизуб (Aconaemys fuscus)
  - Aconaemys porteri
  - Восьмизуб Сейджа (Aconaemys sagei)
- Род Дегу (Octodon)
  - Дегу Бриджеса (Octodon bridgesi)
  - Дегу (Octodon degus)
  - Лунозубый дегу (Octodon lunatus)
  - Octodon pacificus
  - Octodon ricardojeda
- Род Соневидные дегу (Octodontomys)
  - Соневидный дегу (Octodontomys gliroides)
- Род Вискачевые крысы (Octomys)
  - Вискачевая крыса (Octomys mimax)
- Род Pipanacoctomys
  - Pipanacoctomys aureus
- Род Слепышовые восьмизубы (Spalacopus)
  - Слепышовый восьмизуб (Spalacopus cyanus)
- Род Tympanoctomys
  - Равнинная вискачевая крыса (Tympanoctomys barrerae)
  - Tympanoctomys kirchnerorum
  - Tympanoctomys loschalchalerosorum